# Dov Grumet-Morris
Dov Patrick Grumet-Morris (* 28. Februar 1982 in Evanston, Illinois) ist ein US-amerikanischer Eishockeytorwart, der zuletzt beim Hartford Wolf Pack in der American Hockey League unter Vertrag stand.

## Karriere
Grumet-Morris begann seine Karriere bei den Danville Wings in der amerikanischen North American Hockey League und wechselte zur Saison 2001/02 zum Eishockey-Team der Harvard University. Dort blieb er für vier Jahre aktiv. In der Folgezeit wurde er im NHL Entry Draft 2002 in der fünften Runde als insgesamt 161. Spieler von den Philadelphia Flyers gezogen.
Mit den Laredo Bucks wurde er in der Saison 2005/06 Meister der Central Hockey League. In der folgenden Spielzeit wurde er von den American-Hockey-League-Teams Portland Pirates, Hamilton Bulldogs und Manitoba Moose zu mehreren Einsätzen berufen, spielte zwischen 2006 und 2008 aber hauptsächlich für die Cincinnati Cyclones in der ECHL. Am 2. Juli 2007 unterschrieb er einen Vertrag bei den Nashville Predators, kam aber zu keinen Einsätzen in der National Hockey League und absolvierte den Großteil der Saison bei den Cincinnati Cyclones und den Milwaukee Admirals.
Im Sommer 2008 wagte der Torhüter den Sprung nach Europa und wurde vom österreichischen Erstligisten Graz 99ers unter Vertrag genommen, wo er nach einem verhaltenen Start gute Leistungen zeigte. Dennoch wurde gegen Ende der Hauptrunde Sébastien Charpentier als zweiter Torhüter verpflichtet. Mit Grumet-Morris im Tor erzielten die 99ers ihren ersten Playoff-Sieg in der Klubgeschichte, schieden aber dennoch – mit Charpentier im Tor – im Viertelfinale gegen die Vienna Capitals aus. Die Mannschaft verlängerte den Vertrag mit Grumet-Morris nach der Saison nicht, und nachdem er zunächst keinen Verein gefunden hatte, trat er nach Saisonbeginn die Nachfolge des vorzeitig entlassenen Boris Tortunow beim HK Jesenice an. Im September 2010 unterzeichnete Grumet-Morris bei den Greenville Road Warriors in der ECHL.
Im Jahr 2011 kehrte er nach Europa zurück und unterzeichnete einen Vertrag bei Lørenskog IK in der norwegischen GET-ligaen. Nach 14 Einsätzen kehrte er der norwegischen Liga aber noch in derselben Saison den Rücken und wechselte im November 2011 zur San Antonio Rampage in die American Hockey League. Dort absolvierte er zwei Spielzeiten als Stammtorhüter, bevor er im Dezember 2013 zum Ligakonkurrenten Hartford Wolf Pack transferiert wurde.

## Erfolge und Auszeichnungen
| - 2002 Whitelaw-Cup-Gewinn mit der Harvard University - 2004 Whitelaw-Cup-Gewinn mit der Harvard University - 2005 ECAC Second All-Star Team | - 2005 NCAA East Second All-American Team - 2010 Slowenischer Meister mit dem HK Jesenice - 2011 ECHL Second All-Star Team |

## Karrierestatistik

### Hauptrunde
| Saison  | Team                     | Liga       | GP | MIP  | SOG  | SVS  | GA  | SVS%  | GAA  | W  | L  | T  | SO | G | A | PIM |
| ------- | ------------------------ | ---------- | -- | ---- | ---- | ---- | --- | ----- | ---- | -- | -- | -- | -- | - | - | --- |
| 2000/01 | Danville Wings           | NAHL       | 27 | --   | --   | --   | --  | --    | --   | -- | -- | -- | -- | 0 | 1 | 10  |
| 2001/02 | Harvard University       | NCAA       | 21 | 1226 | 555  | 497  | 58  | 89.55 | 2.84 | 10 | 8  | 1  | 1  | 0 | 0 | 0   |
| 2002/03 | Harvard University       | NCAA       | 29 | 1741 | 916  | 847  | 69  | 92.47 | 2.38 | 18 | 9  | 2  | 1  | 0 | 1 | 0   |
| 2003/04 | Harvard University       | NCAA       | 33 | 1933 | 890  | 814  | 76  | 91.46 | 2.36 | 16 | 14 | 3  | 3  | 0 | 0 | 0   |
| 2004/05 | Harvard University       | NCAA       | 31 | 1911 | 975  | 923  | 52  | 94.67 | 1.63 | 19 | 9  | 3  | 6  | 0 | 1 | 2   |
| 2005/06 | San Antonio Rampage      | AHL        | 1  | 60   | 32   | 25   | 7   | 78.13 | 7.00 | 0  | 1  | 0  | 0  | 0 | 0 | 0   |
| 2005/06 | Laredo Bucks             | CHL        | 25 | 1477 | 678  | 628  | 50  | 92.63 | 2.03 | 18 | 5  | 2  | 3  | 0 | 0 | 2   |
| 2006/07 | Cincinnati Cyclones      | ECHL       | 23 | 1341 | 681  | 619  | 62  | 90.90 | 2.77 | 11 | 8  | 3  | 0  | 0 | 3 | 2   |
| 2006/07 | Portland Pirates         | AHL        | 11 | 594  | 308  | 278  | 30  | 90.26 | 3.03 | 1  | 6  | 3  | 1  | 0 | 0 | 2   |
| 2006/07 | Hamilton Bulldogs        | AHL        | 2  | 125  | 63   | 61   | 2   | 96.83 | 0.96 | 1  | 0  | 1  | 1  | 0 | 0 | 0   |
| 2006/07 | Manitoba Moose           | AHL        | 4  | 245  | 126  | 121  | 5   | 96.03 | 1.22 | 2  | 1  | 1  | 2  | 0 | 0 | 0   |
| 2007/08 | Cincinnati Cyclones      | ECHL       | 26 | 1496 | 690  | 631  | 59  | 91.45 | 2.37 | 20 | 3  | 1  | 0  | 0 | 0 | 0   |
| 2007/08 | Milwaukee Admirals       | AHL        | 9  | 511  | 251  | 228  | 23  | 90.84 | 2.70 | 4  | 4  | 0  | 0  | 0 | 0 | 4   |
| 2008/09 | Graz 99ers               | ÖEL        | 44 | 2589 | 1360 | 1246 | 114 | 91.62 | 2.64 | 22 | 17 | 5  | 5  | 0 | 1 | 4   |
| 2009/10 | HK Jesenice              | ÖEL        | 39 | 2350 | 1357 | 1224 | 133 | 90.20 | 3.40 | 13 | 20 | 6  | 2  | 0 | 0 | 6   |
| 2010/11 | Greenville Road Warriors | ECHL       | 24 | 1446 | 717  | 661  | 56  | 92.19 | 2.32 | 15 | 8  | 1  | 3  | 0 | 1 | 0   |
| 2010/11 | Connecticut Whale        | AHL        | 22 | 1219 | 556  | 513  | 43  | 92.27 | 2.12 | 13 | 5  | 1  | 1  | 0 | 0 | 0   |
| 2011/12 | Lørenskog IK             | GET-ligaen |    |      |      |      |     |       |      |    |    |    |    |   |   |     |

### Playoffs
| Saison  | Team               | Liga | GP | MIP | SOG | SVS | GA | SVS%   | GAA  | W | L | T | SO | G | A | PIM |
| ------- | ------------------ | ---- | -- | --- | --- | --- | -- | ------ | ---- | - | - | - | -- | - | - | --- |
| 2005/06 | Laredo Bucks       | CHL  | 10 | 644 | 319 | 298 | 21 | 93.42  | 1.96 | 8 | 2 | 0 | 1  | 0 | 0 | 0   |
| 2007/08 | Milwaukee Admirals | AHL  | 1  | 20  | 6   | 6   | 0  | 100.00 | 0.00 | 0 | 0 | 0 | 0  | 0 | 0 | 0   |
| 2008/09 | Graz 99ers         | ÖEL  | 4  | 219 | 117 | 106 | 11 | 90.60  | 3.01 | 1 | 3 | 0 | 0  | 0 | 0 | 0   |
| 2010/11 | Connecticut Whale  | AHL  | 6  | 329 | 155 | 138 | 17 | 89.03  | 3.10 | 2 | 3 | 0 | 0  | 0 | 0 | 2   |

(Legende zur Torhüterstatistik: GP oder Sp = Spiele insgesamt; W oder S = Siege; L oder N = Niederlagen; T oder U oder OT = Unentschieden oder Overtime- bzw. Shootout-Niederlage; Min. = Minuten; SOG oder SaT = Schüsse aufs Tor; GA oder GT = Gegentore; SO = Shutouts; GAA oder GTS = Gegentorschnitt; Sv% oder SVS% = Fangquote; EN = Empty Net Goal; 1 Play-downs/Relegation; Kursiv: Statistik nicht vollständig)